# Cantone di Saint-Étienne-de-Montluc
Il Cantone di Saint-Étienne-de-Montluc era una divisione amministrativa dell'arrondissement di Nantes.
È stato soppresso a seguito della riforma complessiva dei cantoni del 2014, che è entrata in vigore con le elezioni dipartimentali del 2015.
Comprendeva i comuni di:
- Cordemais
- Couëron
- Saint-Étienne-de-Montluc
- Le Temple-de-Bretagne
- Vigneux-de-Bretagne